# Halterofilismo nos Jogos Olímpicos de Verão de 2008
O halterofilismo nos Jogos Olímpicos de Verão de 2008 foi disputado entre 9 e 19 de agosto em Pequim, na China. As competições foram realizadas no Ginásio da Universidade Beihang.

## Calendário
| Agosto         | 6 | 7 | 8 | 9 | 10 | 11 | 12 | 13 | 14 | 15 | 16 | 17 | 18 | 19 | 20 | 21 | 22 | 23 | 24 |
| -------------- | - | - | - | - | -- | -- | -- | -- | -- | -- | -- | -- | -- | -- | -- | -- | -- | -- | -- |
| Halterofilismo |   |   |   | 1 | 2  | 2  | 2  | 2  |    | 2  | 1  | 1  | 1  | 1  |    |    |    |    |    |

|  | Dia de competição |  | Dia de final |

## Eventos

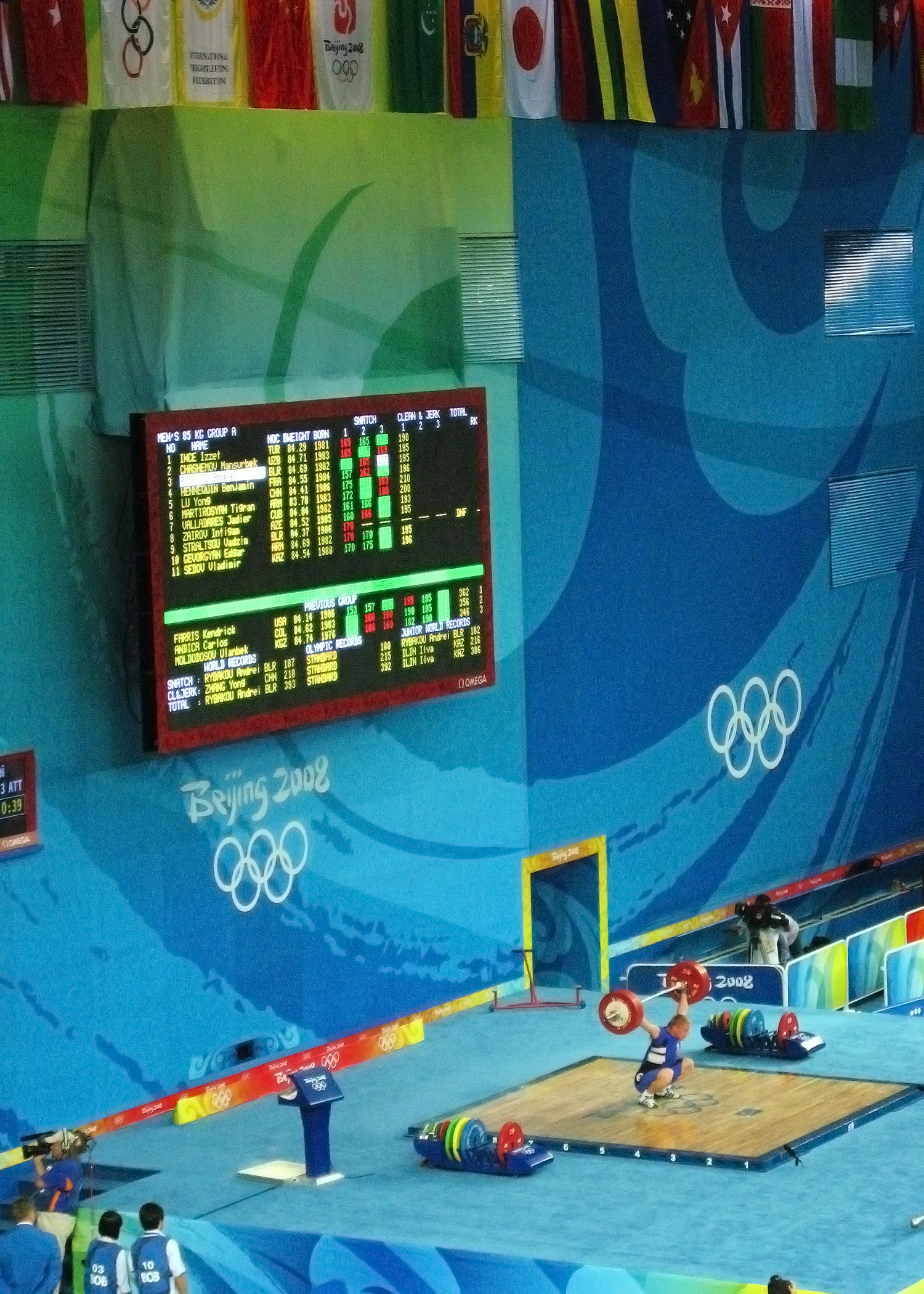
Disputas de halterofilismo no Ginásio da Universidade Beihang.

Quinze conjuntos de medalhas foram concedidas nos seguintes eventos:
Femininos
- até 48 kg
- até 53 kg
- até 58 kg
- até 63 kg
- até 69 kg
- até 75 kg
- acima de 75 kg

Masculinos
- até 56 kg
- até 62 kg
- até 69 kg
- até 77 kg
- até 85 kg
- até 94 kg
- até 105 kg
- acima de 105 kg

## Medalhistas

### Masculino
| Evento                     | Ouro                            | Prata                                 | Bronze                         |
| -------------------------- | ------------------------------- | ------------------------------------- | ------------------------------ |
| Até 56 kg detalhes         | Long Qingquan CHN China         | Hoàng Anh Tuấn VIE Vietnã             | Eko Yuli Irawan INA Indonésia  |
| Até 62 kg detalhes         | Zhang Xiangxiang CHN China      | Diego Salazar COL Colômbia            | Triyatno INA Indonésia         |
| Até 69 kg (nota) detalhes  | Liao Hui CHN China              | Vencelas Dabaya FRA França            | Yordanis Borrero CUB Cuba      |
| Até 77 kg detalhes         | Sa Jae-hyouk KOR Coreia do Sul  | Li Hongli CHN China                   | Guevorg Davtian ARM Armênia    |
| Até 85 kg (nota) detalhes  | Lu Yong CHN China               | Tigran Vardan Martirosyan ARM Armênia | Jadier Valladares CUB Cuba     |
| Até 94 kg (nota) detalhes  | Szymon Kołecki POL Polônia      | Arsen Kasabiev GEO Geórgia            | Yoandry Hernández CUB Cuba     |
| Até 105 kg (nota) detalhes | Andrei Aramnau BLR Bielorrússia | Dmitri Klokov RUS Rússia              | Marcin Dołęga POL Polônia      |
| Mais de 105 kg detalhes    | Matthias Steiner GER Alemanha   | Evgueni Tchiguichev RUS Rússia        | Viktors Ščerbatihs LAT Letônia |

### Feminino
| Evento                        | Ouro                                           | Prata                           | Bronze                            |
| ----------------------------- | ---------------------------------------------- | ------------------------------- | --------------------------------- |
| Até 48 kg (nota) detalhes     | Chen Wei-ling TPE Taipé Chinês                 | Im Jyoung-hwa KOR Coreia do Sul | Pensiri Laosirikul THA Tailândia  |
| Até 53 kg (nota) detalhes     | Prapawadee Jaroenrattanatarakoon THA Tailândia | Yoon Jin-hee KOR Coreia do Sul  | Raema Lisa Rumbewas INA Indonésia |
| Até 58 kg (nota) detalhes     | Chen Yanqing CHN China                         | O Jong-ae PRK Coreia do Norte   | Wandee Kameaim THA Tailândia      |
| Até 63 kg (nota) detalhes     | Pak Hyon-suk PRK Coreia do Norte               | Lu Ying-chi TPE Taipé Chinês    | Christine Girard CAN Canadá       |
| Até 69 kg (nota) detalhes     | Oxana Slivenko RUS Rússia                      | Leydi Solís COL Colômbia        | Abeer Abdelrahman EGY Egito       |
| Até 75 kg (nota) detalhes     | Alla Vazhednina KAZ Cazaquistão                | Lidia Valentín ESP Espanha      | Damaris Aguirre MEX México        |
| Mais de 75 kg (nota) detalhes | Jang Mi-ran KOR Coreia do Sul                  | Ele Opeloge SAM Samoa           | Mariam Usman NGR Nigéria          |

## Quadro de medalhas
| Ordem | País                | Medalha de ouro | Medalha de prata | Medalha de bronze |    | Ordem por total |
| ----- | ------------------- | --------------- | ---------------- | ----------------- | -- | --------------- |
| 1     | CHN China           | 5               | 1                |                   | 6  | 1               |
| 2     | KOR Coreia do Sul   | 2               | 2                |                   | 4  | 2               |
| 3     | RUS Rússia          | 1               | 2                |                   | 3  | 3               |
| 4     | PRK Coreia do Norte | 1               | 1                |                   | 2  | 7               |
|       | TPE Taipé Chinês    | 1               | 1                |                   | 2  | 7               |
| 6     | THA Tailândia       | 1               |                  | 2                 | 3  | 3               |
| 7     | POL Polônia         | 1               |                  | 1                 | 2  | 7               |
| 8     | GER Alemanha        | 1               |                  |                   | 1  | 12              |
|       | BLR Bielorrússia    | 1               |                  |                   | 1  | 12              |
| 10    | KAZ Cazaquistão     | 1               |                  |                   | 1  | 12              |
| 11    | COL Colômbia        |                 | 2                |                   | 2  | 7               |
| 12    | ARM Armênia         |                 | 1                | 1                 | 2  | 7               |
| 13    | ESP Espanha         |                 | 1                |                   | 1  | 12              |
|       | FRA França          |                 | 1                |                   | 1  | 12              |
|       | GEO Geórgia         |                 | 1                |                   | 1  | 12              |
|       | SAM Samoa           |                 | 1                |                   | 1  | 12              |
|       | VIE Vietnã          |                 | 1                |                   | 1  | 12              |
| 18    | CUB Cuba            |                 |                  | 3                 | 3  | 3               |
|       | INA Indonésia       |                 |                  | 3                 | 3  | 3               |
| 20    | CAN Canadá          |                 |                  | 1                 | 1  | 12              |
|       | EGY Egito           |                 |                  | 1                 | 1  | 12              |
|       | LAT Letônia         |                 |                  | 1                 | 1  | 12              |
|       | MEX México          |                 |                  | 1                 | 1  | 12              |
|       | NGR Nigéria         |                 |                  | 1                 | 1  | 12              |
| TOTAL | TOTAL               | 15              | 15               | 15                | 45 | —               |

## Doping
Em 22 de julho de 2016, o Comitê Olímpico Internacional cassou a medalha de prata da turca Sibel Özkan obtida na categoria até 48 kg feminino por uso de estanozolol, substância considerada proibida.
Outros três halterofilistas perderam as suas medalhas em 31 de agosto de 2016 após a reanálise de seus testes antidoping acusar o uso de substâncias proibidas. As russas Marina Shainova (prata na categoria até 58 kg) e Nadejda Evstiukhina (bronze até 75 kg) e o armênio Tigran Guevorg Martirossian (bronze até 69 kg) foram flagrados por turinabol (todos), estanozolol (Shainova e Martirossian) e EPO (Evstiukhina).
Em 26 de outubro de 2016, mais três halterofilistas tiveram suas medalhas cassadas ainda devido a reanálise dos testes antidoping: Andrei Ribakov, da Bielorrússia, perdeu a medalha de prata na categoria até 85 kg masculino por estanozolol e turinabol; a também bielorrussa Nastassia Novikava perdeu o bronze na categoria até 53 kg feminino pelo uso das mesmas substâncias proibidas de Ribakov e a ucraniana Olha Korobka acusou para o uso de turinabol e teve que devolver sua medalha de prata na categoria acima de 75 kg feminino.
Novas desclassificações por doping acontecerem em 17 de novembro de 2016, afetando cinco halterofilistas que obtiveram medalhas. No masculino os russos Khadzhimurat Akkaev, bronze na categoria até 94 kg e Dmitri Lapikov, também bronze na categoria até 105 kg, foram flagrados com a substância turinabol. Já entre as mulheres, foram punidas as cazaques Irina Nekrassova (até 63 kg, por estanozolol), medalhista de prata, e Mariya Grabovetskaya (mais de 75 kg, turinabol, oxandrolona e estanozolol), bronze, e a ucraniana Natalia Davidova, bronze na categoria até 69 kg (turinabol). No dia 25 do mesmo mês, o cazaque Ilia Ilin foi desclassificado por uso de estanozolol e perdeu a medalha de ouro na categoria até 94 kg masculino.
Três chinesas que haviam sido campeãs olímpicas foram desclassificadas em 12 da janeiro de 2017: Chen Xiexia na categoria até 48 kg; Liu Chunhong na categoria até 69 kg e Cao Lei na categoria até 75 kg, todas pelas substâncias GHRP-2 e GHRP-2 M2 (metabólito).